# ジェーン・ブリッジ
ジェーン・ブリッジ（ Jane Bridge 1960年2月4日-) はイギリス出身の柔道選手。現役時代は48kg級の選手。

## 人物
10代の頃からヨーロッパを代表する選手の1人として活躍していた。1980年にニューヨークで開催された世界選手権では48kg級の初代チャンピオンになった。しかし、これ以降は国内のライバルであるカレン・ブリッグスが台頭してきたために以前ほどの活躍は見られなかった。引退後は、イギリス女子チームのコーチを務めた。その後はバース大学で柔道を指導している。
また、シルベスター・スタローンやアラン・ドロンのボディガードを務めたこともあった。2018年にはIJFの殿堂入りを果たすことになった。

## 主な戦績
- 1976年 - イギリス国際　優勝
- 1976年 - ヨーロッパ選手権　優勝
- 1977年 - イギリス国際　優勝
- 1978年 - ドイツ国際　優勝
- 1978年 - イギリス国際　優勝
- 1978年 - ヨーロッパ選手権　優勝
- 1980年 - ドイツ国際　2位
- 1980年 - イギリス国際　優勝
- 1980年 - ヨーロッパ選手権　優勝
- 1980年 - 世界選手権　優勝
- 1982年 - ドイツ国際　2位